# Пјастре (Пистоја)
Пјастре је насеље у Италији у округу Пистоја, региону Тоскана.
Према процени из 2011. у насељу је живело 306 становника. Насеље се налази на надморској висини од 746 м.